# ポジモン!
ポジモン!は九州朝日放送（KBCラジオ）で2025年4月4日から放送開始のラジオの生ワイド番組。

## 概要
これまでの『アサデス。ラジオ』の金曜日の放送枠を受け継ぎ、新しい金曜日のラジオの生ワイド番組として放送開始。
この番組は、KBCテレビで放送されていた平日夕方のニュース情報番組『シリタカ!』のメインキャスターを務めていたKBCアナウンサーの長岡大雅が、これまでに入っているニュースや暮らしにかかわる情報を緩急をつけて送る『日本一ポジティブな朝ラジオ』である。

## 放送時間
- 毎週金曜日 6:30-12:00

## 出演者

### パーソナリティ
- 長岡大雅（KBCアナウンサー）

### コーナー担当
- とっくん - お料理クイズ「ラジオクッキング」担当

### バディ（9時から登場）
- 井上志帆子

## タイムテーブル
- 06:36 ヘッドラインニュース
- 06:45 天気予報
- 06:50 ジャパネットたかたラジオショッピング
- 07:05 ウィークリーニュース～今朝の三枚おろし  - 『アサデス。ラジオ』同様、武田鉄矢（KBCの本社がある福岡市の出身）がパーソナリティを務める『武田鉄矢・今朝の三枚おろし』（文化放送制作）の企画ネット。
- 07:20 天気予報
- 07:25 交通情報
- 07:30 とっくんのクイズ・ラジオクッキング
- 07:33 ニュースあさぼり  - 『アサデス。ラジオ』同様、『お早うネットワーク』のスポンサーのCMのみ放送。
- 07:54 島田洋七の朝から言わせろ!!
- 08:00 子どものひと声
- 08:02 西田たかのり スポーツ☆きらり
- 08:16 スポーツ☆きらり 延長戦
- 08:22 交通情報
- 08:25 ヘッドラインニュース
- 08:41 交通情報
- 08:43 天気予報
- 09:00 クイズ・ラジオクッキング 答え合わせ
- 09:20 ラジオショッピング
- 09:30 玲子の躍る弥栄(いやさか)中継
- 09:48 交通情報
- 09:53 KBCニュース
- 09:55 天気予報
- 10:00 雑談無双
- 10:20 中継・アイタカーリポート
- 10:32 ラジオショッピング
- 10:50 交通情報
- 10:53 KBCニュース
- 10:55 天気予報
- 11:00 テレフォン人生相談（ニッポン放送）
- 11:19 ダダダダウィークエンド
- 11:29 ラジオショッピング
- 11:35 一曲入魂
- 11:45 交通情報
- 11:48 KBCニュース
- 11:50 天気予報